# Ro-35
Ro-35 — підводний човен Імперського флоту Японії, який брав участь у Другій світовій війні.
Корабель, який спорудили на верфі компанії Mitsubishi в Кобе, став першим представником типу Kaichū VII (також відомий як клас Ro-35). Від попереднього новий тип відрізнявся збільшеними розмірами та водотоннажністю, що потребувало більш потужних дизелів, при цьому останні також забезпечили незначне зростання надводної швидкості — менш ніж на один вузол. Глибина занурення також незначно зросла (на 5 метрів), човни отримали 2 додаткові запасні торпеди та другий зенітний автомат (головне торпедне та артилерійське озброєння залишилось без змін).
По завершенні тренувань Ro-35 полишив 17 липня 1943-го Куре та на початку серпня прибув на атол Трук у центральній частині Каролінських островів (ще до війни тут створили потужну базу японського ВМФ, з якої до лютого 1944-го провадились операції в низці архіпелагів).
16 серпня 1943-го човен вийшов у перший бойовий похід, маючи завдання прямувати в район острова Еспіриту-Санто (архіпелаг Нові Гебриди). Надвечір 25 серпня з Ro-35 отримали останню радіограму, яка повідомляла про виявлення ворожого конвою. За кілька годин по тому на півдороги між Новими Гебридами та островом Сан-Крістобаль (Соломонові острови) американський есмінець «Паттерсон», що супроводжував конвой, встановив радарний контакт із ціллю. При наближенні контакт зник, але майже одразу есмінцю вдалось встановити сонарний контакт із підводним човном, що занурився. «Паттерсон» провів атаку глибинними бомбами, а через певний час було чутно підводний вибух. Ймовірно, саме цей бій став останнім для Ro-35, який загинув разом з усіма 66 членами екіпажу (втім, епізод може відноситись і до іншого японського підводного човна I-25, що зник наприкінці серпня в районі Нових Гебридів).